# 오로라의 운항 노선
오로라 항공은 다음과 같은 노선을 운항하고 있다.(2014년 5월 기준)

## 국내선

### 극동 연방관구
마가단 주
- 마가단 - 소콜 공항

사할린 주
- 샤흐툐르스크 - 샤흐툐르스크 공항
- 오하 - 오하 공항
- 유즈노사할린스크 - 유즈노사할린스크 공항 허브
- 유즈노쿠릴스크 - 멘딜레예브 공항
- 쿠릴스크 - 부레베스뜨니크 공항

아무르 주
- 블라고베셴스크 - 이그나트예보 공항

캄차카 지방
- 페트로파블롭스크캄차츠키 - 페트로파블롭스크캄차츠키 공항

프리모르스키 지방
- 블라디보스토크 - 블라디보스토크 국제공항 허브

하바롭스크 지방
- 하바롭스크 - 하바롭스크 공항 허브

### 시베리아 연방관구
노보시비르스크 주
- 노보시비르스크 - 톨마쵸보 국제공항

이르쿠츠크 주
- 이르쿠츠크 - 이르쿠츠크 국제공항

크라스노야르스크 지방
- 크라스노야르스크 - 예밀야노보 공항

## 국제선

### 아시아
- 대한민국
  - 서울 - 인천국제공항
  - 부산 - 김해국제공항
- 중화인민공화국
  - 베이징 - 베이징 서우두 국제공항
  - 하얼빈 - 하얼빈 타이핑 국제공항
  - 무단장 - 무단장 하이랑 공항[2]
- 홍콩
  - 홍콩 - 홍콩 첵랍콕 국제공항
- 일본
  - 도쿄 - 나리타 국제공항[3]
  - 삿포로 - 신치토세 공항